# Cuiugiuc
Cuiugiuc este o arie protejată (sit de importanță comunitară — SCI) din România, desemnată în scopul protejării biodiversității și menținerii într-o stare de conservare favorabilă a florei spontane și faunei sălbatice, precum și a habitatelor naturale de interes comunitar aflate în arealul zonei de protecție. Aceasta se întinde pe o suprafață de 139 ha, integral pe uscat.

## Localizare
Centrul sitului Cuiugiuc este situat la coordonatele 44°02′06″N 27°30′45″E / 44.034981°N 27.512450°E. Situl se întinde pe teritoriile administrative ale comunelor Lipnița și Ostrov din județul Constanța.

## Înființare
Cuiugiuc a fost declarat sit de importanță comunitară (ROCI0340) în ianuarie 2016 cu scop de protecție a unor habitate naturale și specii de floră spontană aflate în acest areal.

## Biodiversitate
Situată în ecoregiunea stepică a Dobrogei, aria protejată conține 2 habitate naturale: Tufărișuri de foioase ponto-sarmatice și Stepe ponto-sarmatice.
La baza desemnării sitului se află o orhidee din specia Himantoglossum jankae